# Sualtam

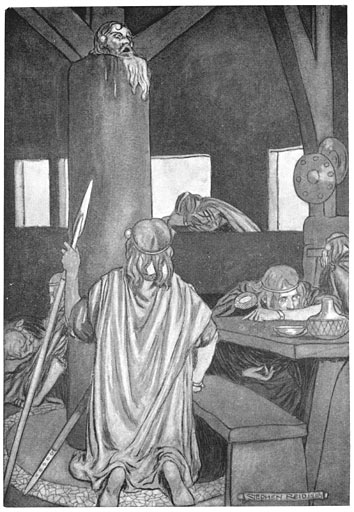
A cabeça de Sualtam dando o alarme de guerra.
Stephen Reid, 1911.

Sualtam era, na mitologia celta, o pai de Cú Chulainn no Ciclo do Ulster.
Quando a rainha Maeve de Connacht entra em guerra (Táin Bó Cúailnge) contra Ulaid, Sualtam tenta avisar o rei Conchobar mac Nessa, mas acaba decapitado. No entanto, a sua cabeça continuar a soar o alarme, levando o rei a preparar-se para a batalha.